# Louis Blankenberg

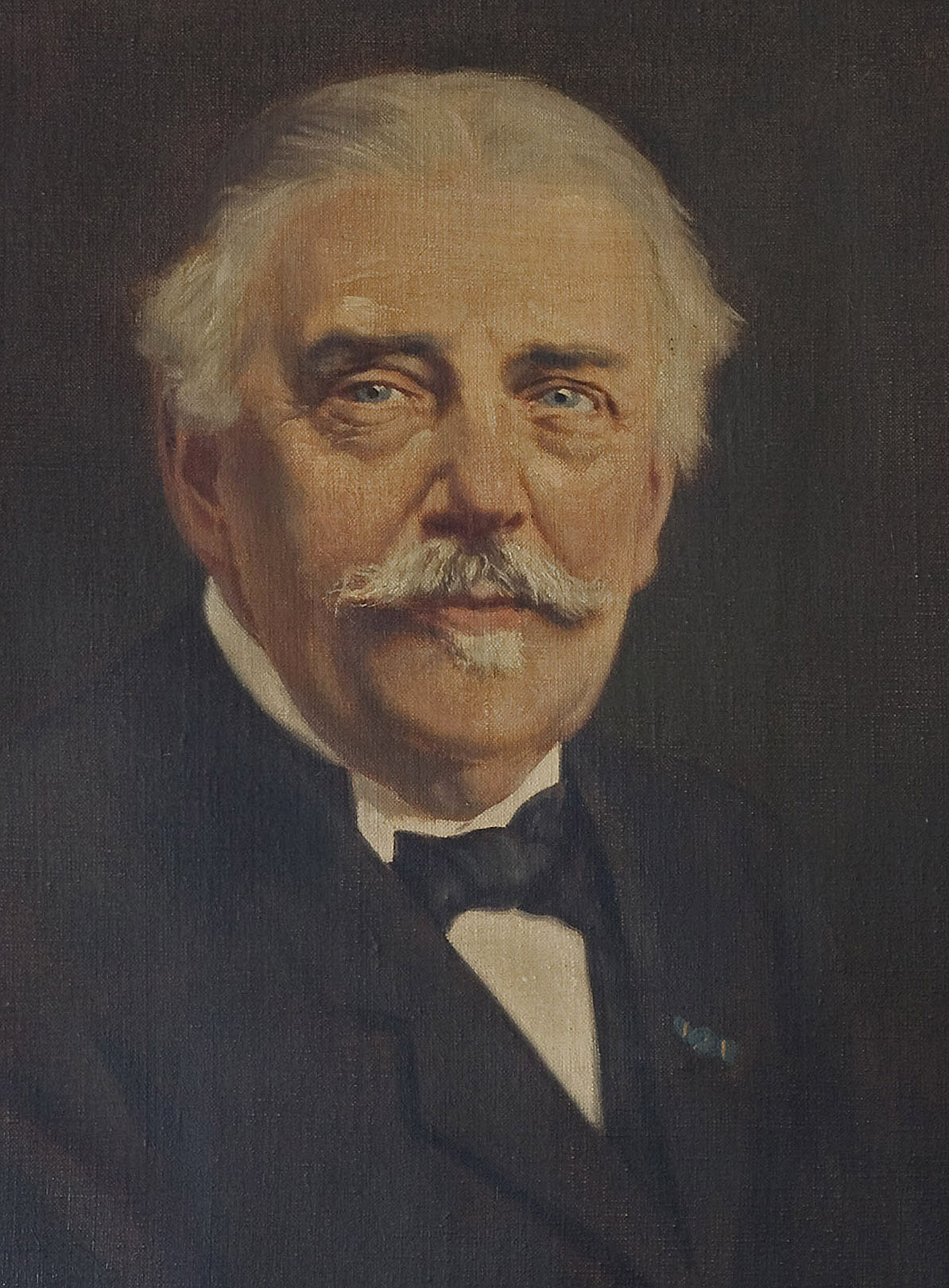
Louis Blankenberg, portret door Salomon Garf, op basis van een foto uit 1913

Johan Frederik Lodewijk (Louis) Blankenberg (Amsterdam, 1 juli 1852 – Sèvres (Frankrijk), 6 december 1927) was een Nederlandse directeur van een verzekeringsmaatschappij, filantroop en armoedebestrijder.

## Leven en werk
Blankenberg was een zoon van de onderwijzer Gerrit Willem Blankenberg en van Louise Elisabeth Müller. Zijn moeder overleed toen hij nog geen twee jaar was. Zijn vader hertrouwde in 1856 met een zuster van zijn moeder. Toen hij acht jaar was overleed ook zijn vader. Op achttienjarige leeftijd richtte Blankenberg in 1871, samen met zijn broer, zijn zus en een vriend, het genootschap Liefdadigheid naar Vermogen op, een charitatieve organisatie voor de bestrijding van armoede in Amsterdam. Zij waren geïnspireerd door de in 1869 in Londen opgerichte Charity Organization Society.
Blankenberg was samen met zijn broer wisselend voorzitter en secretaris van het Genootschap. Vanaf 1900 tot 3 mei 1916 was hij voorzitter. Het Genootschap betrok in 1913 een speciaal voor het Genootschap gebouwd monumentaal pand op de hoek van de Kloveniersburgwal en de Raamgracht in Amsterdam. In de jaren zeventig van de vorige eeuw werd dit het onderkomen van het weekblad Vrij Nederland. In 1946 zou het Genootschap omgevormd worden tot de Stichting Zorg en Bijstand. Er werden voor het eerst bezoldigde maatschappelijk werkers in dienst genomen. Deze werden in 1969 in een aparte stichting ondergebracht, de latere organisatie voor maatschappelijk werk, de Blankenberg Stichting. Deze instelling fuseerde op 1 januari 2010 met de stichting Raster tot CentraM. 

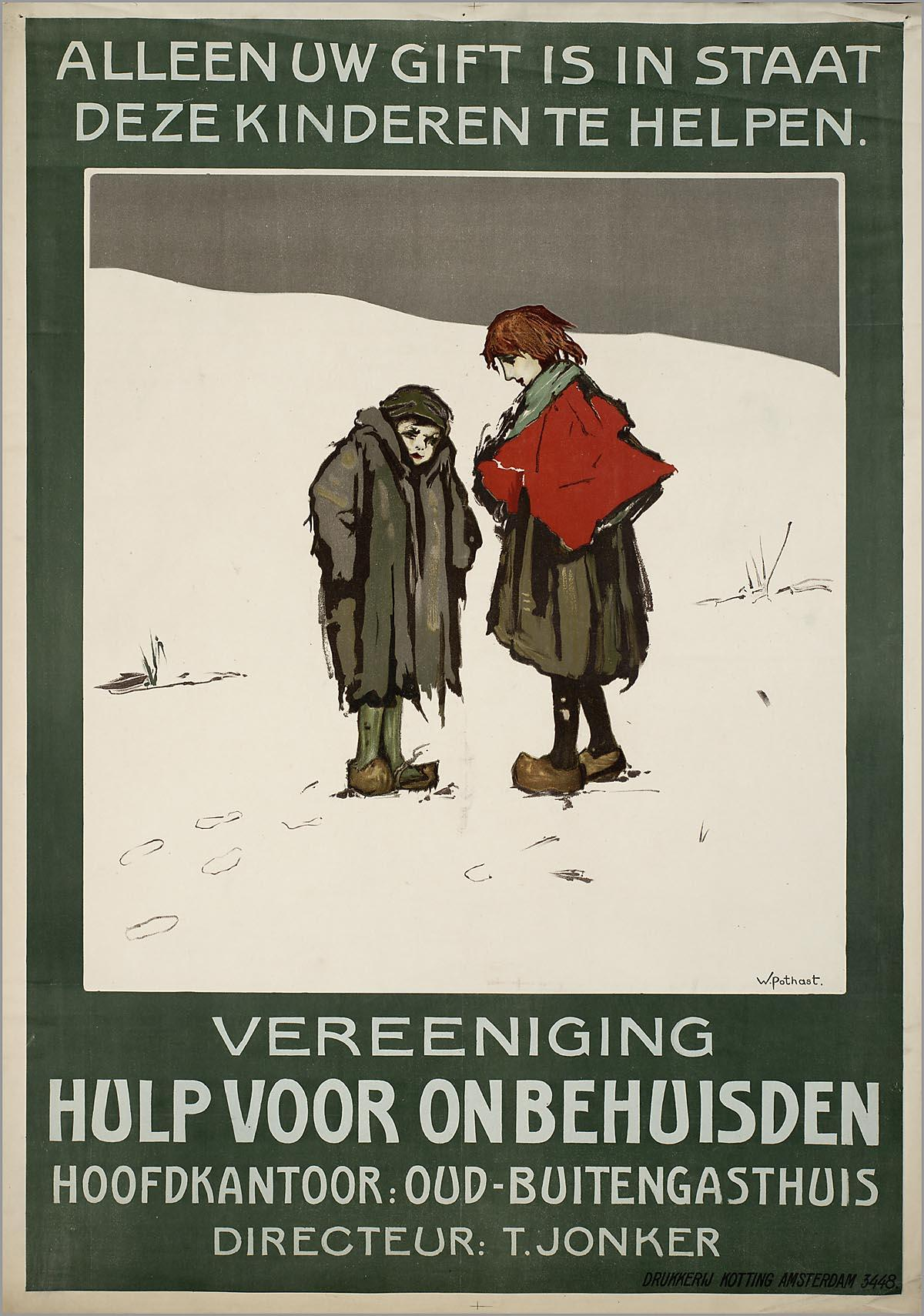
Affiche van de Vereniging Hulp voor onbehuisden uit begin twintigste eeuw.

Blankenberg kan gekarakteriseerd worden als een sociaal bewogen progressief-liberale filantroop. Hij was een voorstander van het zogenaamde Elberfelder stelsel. De aanhangers van dit stelsel waren van mening dat armenzorg weliswaar een overheidstaak was, maar dat particulieren een belangrijke rol konden spelen. Door het inzetten van zogenaamde armenbezoekers per wijk konden armen worden opgevoed en kon moreel verval, door een grotere sociale controle, worden tegengegaan. Volgens Blankenberg was de hulpverlening van de overheid toereikend om mensen niet te laten sterven. Het Burgerlijk Armbestuur plakt een oude courant op een gebroken vensterglas. Liefdadigheid naar Vermogen verzorgt een nieuwe ruit. En zorgt ervoor dat de ruit niet opnieuw breekt. Met dit beeld werd duidelijk gemaakt, dat Liefdadigheid naar Vermogen de oorzaken van de armoede probeerde aan te pakken in tegenstelling tot de overheid, die slechts noodhulp bood. Naast geldschenkingen en andere middelen, verstrekte het Genootschap leningen en zorgde, waar mogelijk, voor werk.
In 1895 publiceerde hij, samen met onder anderen H. Goeman Borgesius en R.J.H. Patijn, het vraagstuk der armverzorging. In 1899 publiceerde hij met twee vrienden de Gids der Nederlandsche weldadigheid, een naslagwerk van 1120 pagina's met alle filantropische verenigingen in Nederland. Deze gids zou later voortgezet worden door mr.dr. J.Everts. In 1900 richtte Blankenberg het Tijdschrift voor Armenzorg en Kinderbescherming - de voorloper van Zorg + Welzijn Magazine - op, waarvan hij de eerste hoofdredacteur werd. In 1904 was hij een van de oprichters van de vereniging Hulp voor onbehuisden, een instelling voor daklozenzorg in Amsterdam. In 1908 was hij een van de oprichters van de Nederlandsche Vereeniging voor Armenzorg en Weldadigheid.
Blankenberg was directeur van de Algemeene Maatschappij van Levensverzekering en Lijfrente te Amsterdam. Na de faillietverklaring van de firma ging Blankenberg in 1922 in Frankrijk werken als secretaris van de raad van beheer bij de verzekeringsmij La Populaire.
Blankenberg was van 1899 tot 1907 gemeenteraadslid in Amsterdam.
Blankenberg trouwde op 6 september 1883 met Emilie Constance Suringar, dochter van de hoogleraar in de medicijnen Pieter Hendrik Suringar en van Pauline Cécile Josèphe van Baerle. Blankenberg overleed in december 1927 op 75-jarige leeftijd te Sèvres.